# Hällstads landskommun
Hällstads landskommun var en tidigare kommun i dåvarande Älvsborgs län.

## Administrativ historik
Kommunen bildades i Hällstads socken i Ås härad i Västergötland när 1862 års kommunalförordningar trädde i kraft.
Vid kommunreformen 1952 uppgick kommunen i Hökerums landskommun som 1974 uppgick i Ulricehamns kommun.